# 19 Naughty III
A 19 Naughty III az amerikai Naughty by Nature csapat 1993. február 23-án megjelent 3. stúdióalbuma, melyről három dalt másoltak ki kislemezre, és szintén Top 10-es dalok lettek a korábbi debütáló albumon szereplő dalokhoz hasonlóan.
Az albumot jól fogadták a kritikusok és a zenei lapok is. Az Allmusic 4 csillagos értékelést adott a lemezre, a Rolling Stone magazin is szintén dicsérte az albumot, ÉS A RIAA által platina minősítést kapott.

## Tracklista
1. "19 Naughty III" – 4:42
2. "Hip Hop Hooray" – 4:26
3. "Ready for Dem" (Feat. Heavy D) – 4:06
4. "Take It to Ya Face" – 3:18
5. "Daddy Was a Street Corner" – 4:21
6. "The Hood Comes First" – 3:36
7. "The Only Ones" – 3:18
8. "It's On" – 5:03
9. "Cruddy Clique" – 2:43
  - Contains samples from "Nautilus" by Bob James
10. "Knock Em Out Da Box (Feat. Rottin Razkals)" – 2:09
11. "Hot Potato" (Feat. Freddie Foxxx) – 5:00
12. "Sleepin' On Jersey (Feat. Queen Latifah)" – 2:51
13. "Written on Ya Kitten'" – 4:21
14. "Sleepwalkin' II/Shout Outs" – 7:43

## Hangminták
- "The Show" by Doug E. Fresh
- "Funky President" by James Brown, "Don't Change Your Love" by Five Stairsteps, "Make Me Say it Again, Girl" by Isley Brothers, "You Can't Turn Me Away" by Sylvia Striplin, "74 Miles Away" by Cannonball Adderley Quintet & "Sledgehammer" by Peter Gabriel
- "Sing A Simple Song" by Sly & The Family Stone & "Funky Drummer" by James Brown
- "Shaft in Africa" by Johnny Pate
- "I Can't Wait" by Nu Shooz
- "Funky Drummer" by James Brown
- "Ike's Mood I/You've Lost That Lovin' Feelin'" by Isaac Hayes & "It's A New Day" by Skull Snaps & "Children's Story" by Slick Rick
- "Put Your Love (In My Tender Care)" by The Fatback Band, "Stockyard" by Galt MacDermot & "Between the Sheets" by Isley Brothers
- "Hihache" by Lafayette Afro Rock Band, "Scenario (The remix)" by A Tribe Called Quest & "French Spice" by Donald Byrd

## Slágerlisták

### Album lista helyezések
| Év   | Album          | Helyezések    | Helyezések            |
| Év   | Album          | Billboard 200 | Top R&B/Hip Hop Album |
| ---- | -------------- | ------------- | --------------------- |
| 1993 | 19 Naughty III | 3             | 1                     |

### Kislemez slágerlista
| Év   | Dal                     | Helyezések        | Helyezések                    | Helyezések         |
| Év   | Dal                     | Billboard Hot 100 | Hot R&B/Hip-Hop kislemezlista | Hot Rap kislemezek |
| ---- | ----------------------- | ----------------- | ----------------------------- | ------------------ |
| 1993 | "Hip Hop Hooray"        | 8                 | 1                             | 3                  |
| 1993 | "It's On"               | 74                | 43                            | -                  |
| 1993 | "Written on Ya Kitten'" | 93                | 53                            | -                  |